# Proserpine, Australien
Proserpine är en ort i Australien. Den ligger i kommunen Whitsunday och delstaten Queensland, omkring 910 kilometer nordväst om delstatshuvudstaden Brisbane.
Runt Proserpine är det mycket glesbefolkat, med 7 invånare per kvadratkilometer.. Närmaste större samhälle är Red Hill, omkring 13 kilometer nordväst om Proserpine.
Omgivningarna runt Proserpine är huvudsakligen savann.  Genomsnittlig årsnederbörd är 1 584 millimeter. Den regnigaste månaden är februari, med i genomsnitt 422 mm nederbörd, och den torraste är oktober, med 17 mm nederbörd.